# Пушкин в лицее и лицейские его стихотворения
 «Пушкин в лицее и лицейские его стихотворения» — статья пушкиниста В. П. Гаевского 1863 года. Статья принадлежит к основоположным трудам пушкиноведения и является одним из главнейших источников сведений о Пушкине в лицее. Написана к пятидесятилетнему юбилею лицея 19 октября 1861 года), напечатана в журнале «Современник», номера и 8 за 1863 год. Не перепечатывалась.
Статья основана на следующих документах: лицейские бумаги 1811—1817 гг. из архива М. Л. Яковлева, на бумагах архивов: лицея и бывшего директора лицея Е. А. Энгельгардта, на записке о Пушкине М. А. Корфа и на рассказах о Пушкине его товарищей.